# Борго Пичано А (Матера)
Борго Пичано А (итал. Borgo Picciano A) је насеље у Италији у округу Матера, региону Базиликата.
Према процени из 2011. у насељу је живело 153 становника. Насеље се налази на надморској висини од 233 м.